# PZL Bielsko SZD-15
Die PZL Bielsko SZD-15 Sroka (deutsch Elster) war ein polnisches Segelflugzeug und wurde in den 1950er Jahren in einer kleinen Serie gebaut. Das Kürzel SZD steht für das in Bielsko-Biała befindliche Segelflugzeug-Entwicklungswerk (Szybowcowy Zakład Doświadczalny).

## Entwicklung
Die SZD-15 wurde als Reaktion auf einen Auftrag der polnischen Massenorganisation Liga Przyjaciół Żołnierza (Liga der Freunde des Soldaten, LPŻ, später Liga Obrony Kraju) für einen Schulsegler entworfen. Für die Konstruktion zeichnete Zbigniew Badura verantwortlich. Der erste Prototyp SZD-15-1 erhielt das Kennzeichen SP–1598 und absolvierte am 25. Februar 1956 mit Stanisław Skrzydlewski seinen Erstflug. Die nachfolgende Erprobung umfasste 70 in 35 Stunden durchgeführte Flüge, bei denen zahlreiche Mängel festgestellt wurden. Es wurde deshalb ein zweiter, überarbeiteter Prototyp SZD-15-2 (Kennzeichen SP–1667) aufgelegt, der knapp ein Jahr nach der SZD-15-1 am 1. Februar 1957 eingeflogen wurde. Die Tests ergaben ein gutes Flugverhalten und eine der SZD-12 Mucha 100 ähnliche Wendigkeit. Nach der erfolgreichen Erprobungsphase wurde deshalb beschlossen, das Flugzeug in die Produktion zu überführen. Da der Bedarf der LPŻ an Schulflugzeugen aber nicht sonderlich groß war, entstanden von der SZD-15 lediglich 20 Stück, deren erstes Serienexemplar SZD-15A mit dem Kennzeichen SP–1718 am 31. August 1957 erstmals flog. Alle Flugzeuge wurden noch im gleichen Jahr ausgeliefert. Eine SZD-15 kann heute im Polnischen Luftfahrtmuseum besichtigt werden.

## Konstruktion
Die SZD-15 war ein verstrebter Schulterdecker in Holzbauweise. Der Rumpf besaß einen sechseckigen Querschnitt und bestand aus einem sperrholzbeplankten Holzgerüst. Die Kabinenhaube aus Plexiglas war seitwärts angeschlagen und auf ein Stahlgerüst aufgesetzt. Die Führersitzlehne war wie die Seitenruderpedale verstellbar gehalten. Die Tragfläche war mit einem Haupt- und einen Schrägholm ausgerüstet.  Letzterer wurde mit je einer Stahlrohrstrebe pro Seite zum Rumpf hin abgestützt. Im vorderen Bereich bis zu den Holmen bestand die Verkleidung aus einer Sperrholzbeplankung und dahinter aus einer Stoffbespannung. Die SZD-15 war mit Luftbremsen auf Flügelober- und unterseite ausgestattet, die mit der Radbremse gekoppelt waren. Das ebenfalls mit je einer Strebe abgestützte Leitwerk umfasste die sperrholzbeplankten Flossen und die stoffbespannten Ruder. Das Höhenleitwerk besaß eine Flettner-Trimmung. Das Fahrwerk der SZD-15 bestand aus einer gummigefederten, hölzernen Kufe unter dem Bug, dem ebenso gummigefederten Hauptrad mit den Maßen 300 × 125 mm im mittleren Rumpfbereich und einem Hecksporn aus Metall.

## Technische Daten
| Kenngröße              | Daten                       |
| ---------------------- | --------------------------- |
| Besatzung              | 1                           |
| Spannweite             | 14,50 m                     |
| Länge                  | 6,90 m                      |
| Höhe                   | 1,50 m                      |
| Flügelfläche           | 14,5 m²                     |
| Flügelstreckung        | 14,5                        |
| Flächenbelastung       | 18 kg/m²                    |
| V-Stellung             | 4°                          |
| Schränkung             | 2°                          |
| Leermasse              | 180 kg                      |
| Startmasse             | 290 kg                      |
| Höchstgeschwindigkeit  | 200 km/h                    |
| Mindestgeschwindigkeit | 49 km/h                     |
| Sinkgeschwindigkeit    | 0,88 m/s bei 58 km/h        |
| Gleitzahl              | 19 bei 64 km/h              |
| Lastvielfaches         | +5/−3,5                     |
| Profil                 | NACA 43012 A (Flügelwurzel) |